# مکس دوپین
مکسول اسپنسر دوپین (به انگلیسی:Maxwell Spencer Dupain) (۲۲ آوریل ۱۹۱۱ - ۲۷ ژوئیه ۱۹۹۲) یک عکاس نوگرا استرالیایی بود.

## اوایل زندگی
دوپین نخستین دوربین خود را در سال ۱۹۲۴ هدیه گرفت و علاقه او را به عکاسی برانگیخت.  او بعداً به انجمن عکاسی NSW پیوست، جایی که جاستین نیولان به او آموزش داد. پس از اتمام تحصیلات عالیه، برای سیسیل بوستاک در سیدنی کار کرد.

## عکاسی

### سال‌های نخست

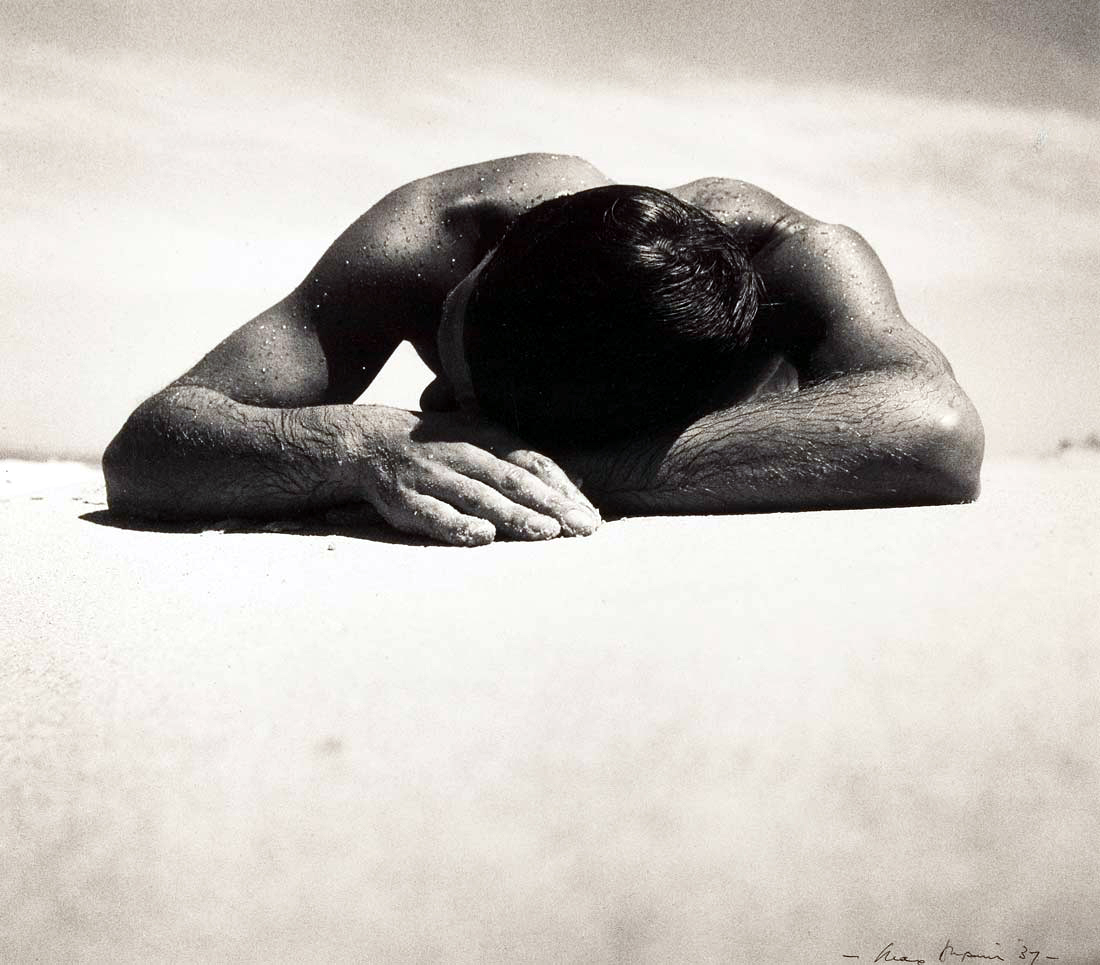
آفتابگیر اثر مکس دوپین، چاپ ژلاتین نقره ای ۱۹۷۵ از نگاتیو اصلی ۱۹۳۷

در سال ۱۹۳۴ مکس دوپین به تنهایی کار خود را آغاز کرد و یک استودیو در خیابان باند، سیدنی افتتاح کرد. در سال ۱۹۳۷، زمانی که در سواحل جنوبی نیو ساوت ولز بود، از سر و شانه های یک دوست انگلیسی، هارولد سالویج، که روی شن های ساحل کالبورا دراز کشیده بود ، عکس گرفت. اما در دهه ۱۹۷۰ بود که این عکس به طور گسترده ای مورد توجه قرار گرفت. چاپی از این عکس در سال ۱۹۷۶ توسط گالری ملی استرالیا در کانبرا خریداری شد و در دهه ۱۹۹۰ جایگاه خود را به عنوان تصویری نمادین از استرالیا تثبیت کرد.  یک چاپ قدیمی از نسخه اصلی آفتابگیر در آلبومی از عکس‌های اهدایی به کتابخانه دولتی نیو ساوت ولز توسط دوست دوپین، معمار کریس وندیک، موجود است. 

### سال‌های بعد

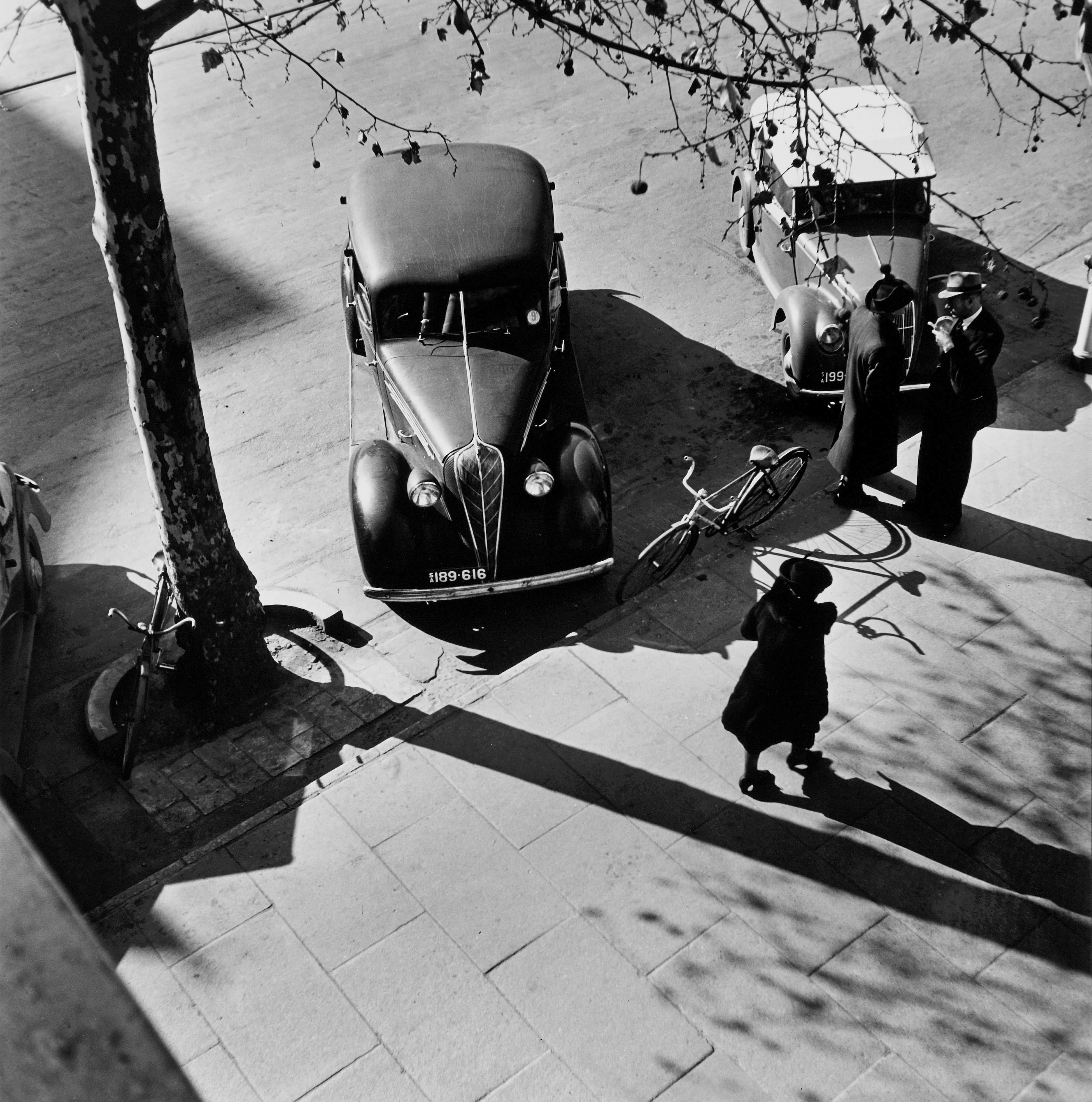
صحنه خیابان آدلاید اثر دوپین (۱۹۴۶)

در طول جنگ جهانی دوم، دوپین با نیروی هوایی سلطنتی استرالیا در داروین و پاپوآ گینه نو خدمت کرد و به ایجاد استتار کمک کرد.

در جنگ به اهمیت درستی و راستی در مستند پی‌برد، و عکاسی او تحت تاثیر قرار گرفت. در سال ۱۹۴۷، این احساسات زمانی تقویت شد که او کتابی را از جان گریرسن در مورد مستند خواند که نیاز به عکاسی بدون ادعا را تعریف می کرد. نکته جذاب "برخورد خلاقانه با واقعیت" بود. دوپین مشتاق بود استودیویی را با این دیدگاه نو راه اندازی کند و آنچه را که او "آرایش دروغین عکاسی مد یا تصویرسازی تبلیغاتی" می نامید، کنار بگذارد. دوپین با امتناع از بازگشت به "آرایش دروغین" تبلیغات، گفت:
«عکاسی نوین باید چیزی بیش از سرگرمی باشد، باید اندیشه را برانگیزد و با بیان روشن واقعیت، درک همدلانه‌ای از مردان و زنان و زندگی‌ای که آنها زندگی می کنند و می‌آفرینند، پرورش دهد.»
نمونه کارهای مستند دوپین در این دوره در عکس «صف گوشت» پیدا است. او از سبک طبیعت گرایانه تری از عکاسی استفاده کرد، "به جای تلاش برای هرگونه اظهار‌نظر اجتماعی، لحظه‌ای از تعامل روزمره را ثبت کرد". 
دوپین همچنین به طور گسترده برای دانشگاه نیو ساوت ولز  و سی‌اس‌آر لیمیتد کار کرد و سفرهای زیادی به درون و سواحل شمال استرالیا انجام داد. با این حال، جدا از خدمت جنگی، او به ندرت استرالیا را ترک کرد، نخستین بار تا سال ۱۹۷۸، زمانی که او ۶۷ سال داشت، و پس از آن عکاسی از سفارت جدید استرالیا در پاریس بود که توسط دوست و همکار دیرینه اش هری سیدلر طراحی شده بود.  او نوشت: "من متوجه شدم که تمام زندگی من، اگر قرار باشد در عکاسی نتیجه ای داشته باشد، باید وقف آن جایی باشد که در آن زاده، بزرگ شده و کار کرده‌ام، اندیشیده‌ام، فلسفه پردازی کرده‌ام و تا جایی که می توانم عکس گرفته‌ام. و این تمام چیزی است که من نیاز دارم.» 
در دهه ۱۹۵۰ ظهور مصرف‌گرایی نو به این معنی بود که عکس‌های تبلیغاتی زیادی برای تبلیغات وجود داشت و او مشتریانی را از مجلات، آژانس‌های تبلیغاتی و شرکت‌های صنعتی جذب کرد. در این بین او زمانی را به دنبال عشق خود به معماری اختصاص داد و عکاسی معماری را آغاز کرد که بیشتر عمر خود را ادامه داد.
کتابخانه ایالتی نیو ساوت ولز مهم ترین بایگانی آثار مکس دوپین را در اختیار دارد. در ژوئن ۲۰۱۶ اعلام شد که کتابخانه دولتی اکنون کل مجموعه عکاسی مکس دوپین را در اختیار دارد. اکنون بایگانی نمایشگاه مکس دوپین شامل ۲۸۰۰۰ نگاتیو از جمله آفتابگیر و بوندای، و همچنین عکس های کمتر شناخته شده مانند رکورد شگفت‌انگیز او از پنریت در غرب سیدنی در سال ۱۹۴۸ را اضافه می کند. این تصاویر به مجموعه‌های موجود از عکاسی تجاری و معماری دوپین، پرتره‌های استودیویی، و عکس‌های او از باله روس‌‌ها می‌پیوندند. 
دوپین تا زمان مرگش در سال ۱۹۹۲ به کار خود ادامه داد.

## زندگی شخصی
در سال ۱۹۳۹، پس از آغاز جنگ جهانی دوم ، دوپین با الیوی کاتن‌(همچنین یک عکاس) ازدواج کرد اما بلافاصله پس از آن جدا شدند. پس از یک دهه، دوپین با دیانا ایلینورث ازدواج کرد و  صاحب یک دختر دانینا و یک پسر رکس شدند که او نیز عکاس شد.

## افتخارات
دوپین در فهرست افتخارات سال نوی ۱۹۸۲ به عنوان افسر نشان امپراتوری بریتانیا دریافت کرد.  
او در مراسم افتخارات روز استرالیا در سال ۱۹۹۲ به عنوان همراه نشان استرالیا  دریافت کرد.